# San Antonio del Táchira
San Antonio del Táchira és una ciutat veneçolana, capital del municipi Bolívar, situat a l'estat de Táchira. El 2011 tenia 61.630 habitants.
Limita al nord amb el municipi Pedro María Ureña, al sud amb Junín, a l'est amb Junín i Libertad i a l'oest amb les ciutats colombianes de Villa del Rosario, i Juan Frío. És pas obligat entre la ciutat colombiana de Cúcuta i Sant Cristóbal, la capital de l'estat. Està molt propera a l'àrea metropolitana de Cúcuta, Colòmbia.
En aquesta ciutat va entrar Simón Bolívar l'1 de març de 1813 en haver culminat la Batalla de Cúcuta, la qual va donar inici a la Campanya Admirable. Aquest fet va convertir al municipi en el primer a respirar la llibertat de l'opressió que es vivia per part de l'imperi espanyol, i, gràcies al comportament per part dels seus habitants, Bolívar li va anomenar «Villa Heroica».